# 哈尔巴赫
哈尔巴赫是德国莱茵兰-普法尔茨州的一个市镇。总面积5.62平方公里，总人口532人，其中男性267人，女性265人（2011年12月31日），人口密度95人/平方公里。